# Van der Graaf Generator

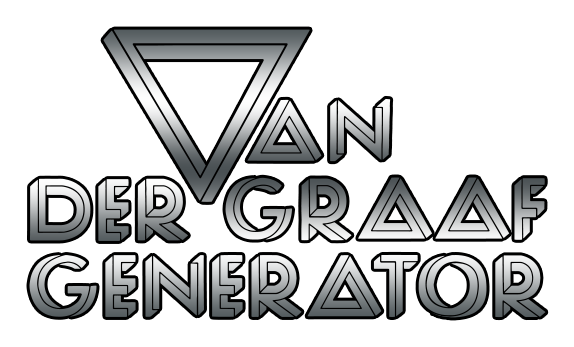
логотип групи

Van der Graaf Generator — англійський гурт в стилі прогресивний рок, утворений 1967 року у місті Манчестер.
До першого складу гурту входили: Пітер Геммілл (Peter Hammill), 5.11.1948, Лондон, Велика Британія — вокал; гітара, клавішні; Кріс Джадж-Сміт (Chris Judge-Smith) — ударні та Нік Пім (Nick Peam) — клавішні.

## Історія гурту
Назва гурту є спотвореним написанням генератора Ван де Граафа, яку сконструював викладач місцевого політехнічного університету Роберт Джемісон Ван-де-Грааф. Назву запропонував своїм колегам-студентам Кріс Джадж-Сміт, коли вони разом вирішили утворити гурт. Після того, як 1968 року до Van der Graaf Generator приєднався басист Кіт Елліс (Keith Ellis), а Сміта з Пімом замінили відповідно Гай Еванс (Guy Evans) та Г'ю Бентон (Hugh Banton), головним творцем репертуару став Геммілл і гурт записав перший сингл «People You Were Going To»/«Firebrand». Однак незабаром шляхи музикантів розійшлись, але ненадовго.
Як з'ясувалось, Піттер Геммілл ще не був готовим до сольної діяльності, тому його альбом «Aerosol Grey Machine», який спочатку мав бути авторським, стає новим записом всього гурту. У цей період Геммілл вже виробив дещо маніакальний, однак виразний і переконливий вокальний стиль та забарвив свої тексти нотами фаталізму, що вказувало на глибину його знань, а також на прихильність до творчості таких авторів, як Леонард Коен та Девід Еклс. Ці тексти гарно доповнювала музика у найкращому «прогресивному стилі» з багатьма змінами ритму та характерним музичним орнаментом.
Влітку 1969 року Елліса замінив Нік Поттер (Nic Potter), a через кілька місяців до складу Van der Graaf Generator приєднався Девід Джексон (David Jackson) — флейта, саксофон. Тим часом другий альбом «The Least We Can Do Is Wave to Each Other» потроху підіймався сходами британського чарту. Однак подальші роботи гурту користувались більшою популярністю у Європі, ніж на Британських островах. Завдяки спільному турне з Lindisfarne та Genesis, вдома музикантам вдалось гарно «розкрутити» наступний лонгплей «Н То Не Who Am The Only One», а також з успіхом виступити на «Plumpton Blues Festival».
1971 року, коли над гуртом знову нависла загроза розпаду, Геммілл розпочав сольну діяльність, записав кілька альбомів і знову приєднався до реанімованого гурту, коли він 1975 року вирушив у турне Францією. За короткий час у складі Геммілл, Еванс, Бентон та Джексон музиканти записали три непоганих альбоми: «Godbluff», «Still Life» та «World Record».
Наприкінці 1976 року після турне США та Канадою Девід Джексон та Нью Бентон припинили свою співпрацю з колегами. Інші учасники гурту скоротили назву до Van der Graaf і ангажували знову Ніка Поттера та нового музиканта Грейема Сміта (Graham Smith) — скрипка. Новий склад записав лонгплей «The Quiet Zone The Peasure Dome», після чого вирушив у чергове турне. У січні 1968 року Van der Graaf, що поповнилась Девідом Джексоном та Чарльзом Дікі (Charles Dickie) — клавішні, записала у лондонському клубі «Marquee» чудовий концертний, але як з'ясувалося пізніше — прощальний альбом «Vital». Ця робота з'явилась на ринку у липні того ж року, майже разом з офіційним повідомленням про розпуск гурту.
Пітер Геммілл продовжив сольну діяльність, а Джексон, Бентон, Поттер та Еванс різним складом записали серію проектів під загальною назвою The Long Hello.

## Дискографія
- 1969: Aerosol Grey Machine
- 1969: The Least We Can Do Is Wave To Each Other
- 1970: H To He Who Am The Only One
- 1971: Pawn Hearts
- 1972: 1968—1971
- 1975: Godbluff
- 1976: Still Life
- 1976: World Record
- 1977: The Quiet Zone — The Pleasure Done
- 1978: Vital
- 1978: Rock Heavies
- 1979: Reflection
- 1979: Rock On!
- 1980: Repeat Performance
- 1985: Van Der Graaf Generator
- 1985: Time Vaults
- 1987: First Generation
- 1987: Second Generation
- 1988: Now & Then
- 1993: 1 Prophesy Disaster
- 1994: Maida Vale
- 2005: Present
- 2007: Real Time
- 2008: Trisector
- 2011: A Grounding in Numbers
- 2012: ALT
- 2015: Merlin Atmos
- 2016: Do Not Disturb

### The Long Hello
- 1981: The Long Hello (Jackson, Evans, Banton)
- 1981: The Long Hello, Volume 2 (Evans, Potter)
- 1982: The Long Hello, Volume 3 (Jackson)
- 1982: The Long Hello, Volume 4 (Evans)

### Nick Potter
- 1984: Mountain Music
- 1987: Self Contained
- 1988: Dreams In View 1981—1987
- 1991: The Blue Zone